# Ngưu Hống
Ngưu Hống (chữ Hán: 牛吼), sử Trung gọi là Hắc Thủy (tiếng Trung: 黑水) là một tiểu quốc của bộ tộc người Thái Đen định cư trên địa bàn vùng tây bắc Việt Nam từ khoảng thế kỷ XI-XII. Đến năm 1337, Ngưu Hống bị Đại Việt thời Trần sáp nhập, và trở thành lãnh thổ của Đại Việt.
Căn cứ Đại Việt sử ký toàn thư, có khả năng vào năm 1159 thời nhà Lý, hai nước Ngưu Hống và Ai Lao trở thành đất nội thuộc Đại Việt. Sang thời Trần, người man Ngưu Hống thuộc đạo Đà Giang. Đến thời Lê sơ, đạo Đà Giang trở thành trấn Gia Hưng, đất Ngưu Hống trở thành châu Mỗi hay Thuận Mỗi. Sau cuộc viễn chinh của Lê Thánh Tông vào Bồn Man, địa danh Thuận Mỗi bị thay bằng Thuận Châu. Các truyền thuyết của người Thái ghi nhận Ngưu Hống chính là đất Mường Mỗi, nay là huyện Thuận Châu, Sơn La.

## Cương vực
- Đất khởi nguồn là Mường Lò nay là huyện Trạm Tấu và thị xã Nghĩa Lộ (xã Tú Lệ (Mường Lung), Đèo Khau Phạ) huyện Văn Chấn, (Mường Chiến) huyện Mù Cang Chải của tỉnh Yên Bái.[9]
- Mường La nay là huyện Mường La (Tạ Bú) và thành phố Sơn La.[2][8]
- Thủ phủ Mường Mỗi bao gồm đất huyện Thuận Châu.[8]
- Mường Bụa nay là huyện Mai Sơn (trước cũng thuộc Mường Mỗi). Ngoài ra còn gồm huyện Sông Mã, Sốp Cộp tỉnh Sơn La.[cần dẫn nguồn]
- Mường Quai hay Mường Quay nay là huyện Tuần Giáo tỉnh Điện Biên,[cần dẫn nguồn] trước cũng thuộc Mường Mỗi.[8]

## Truyền thuyết
Theo truyền thuyết Quắm tố mương của người Thái, từ Mường Lò, thủ lĩnh Lạng Chượng đưa bộ tộc Thái đen sang phía tây chiếm cứ lập thành các Mường Chiềng An (tức Mường La), Chiềng Dong (tức Mường Bụa, nay là các huyện Mai Sơn, Sốp Cộp, Sông Mã), Mường Muổi, Mương Quai (nay là huyện Tuần Giáo), và cuối cùng ông lấy vùng đất Mường Thanh.
Lạng Chượng làm chúa Mường Thanh sinh Khum Pe, Khun Mứn. Khun Pe mất sớm, Khun Mứn sinh Tạo Pàn. Khi Lạng Chượng mất, cháu là Tạo Chiêu lên đất Mường Lay, Tạo Cằm về Mường Muổi. Xứ Thái tiếp tục qua các đời Tạo Chông, Tạo Thâng, Tạo Quá Lạn, Tạo Chương, Tạo Quạ, Tạo Quạ lấy nàng Xơ làm vợ hai, sinh ra chúa Lò Lẹt.
Lò Lẹt lấy tên hiệu là Ngu Hàu (rắn hổ mang) làm chủ đất Mường Muổi nhiều năm vào đất triều cống Đại Việt từ đấy. Trong bản dịch Đại Việt sử ký toàn thư, Viện Khoa học xã hội Việt Nam đặt ra giả thiết Ngưu Hống là phiên âm Hán Việt của Ngu Háu. Từ đó đưa ra khả năng Ngưu Hống là một cộng đồng tộc người Thái (Thái Đen) cư trú ở vùng Sơn La, cũng đưa ra niên đại của Lò Lẹt vào khoảng thế kỷ XIV.
Năm 1329, sau khi làm Chúa mường tại Mường Muỗi, Lò Lẹt sai Tạo Piệng, Tạo Nạy đem quân mán Ngưu Hông tiến tới hai bờ thác Bờ sông Đà (tiếng Thái gọi là Xoong nạp tát tè) gây xung đột với Đại Việt. Trần Minh Tông, khi đó đã làm thái thượng hoàng nhà Trần Đại Việt, thân chinh đi đánh.
Lò Lẹt thua nhưng không bị tiêu diệt, mà chạy sang nương nhờ đất Mường Sưa (Luangprabang) của người Ai Lao (Lào). Lúc đó Chúa Mường Sưa (Chiềng Đông Chiềng Thông) là Souvanna Khamphong. Sau đó, trong khoảng 2 năm 1329-1330, khi đang nuong nhờ Ai Lao, Lò Lẹt đã giúp chúa Khamphong thu phục các mường Lào (các bộ tộc) lân cận Mường Sưa. Khoảng năm 1330, Khamphong mất con trai là Phi Phạ lên thay làm chúa Mường Sưa, tiếp tục cùng Lò Lẹt chinh phục các bộ tộc lân cận.
Theo Đại Việt sử ký, năm 1337, vua Trần Hiến Tông của Đại Việt sai Hưng Hiếu Vương đi đánh Mán Ngưu Hống. Hưng Hiếu Vương tiến tới trại Trịnh Kỳ đánh thắng quân Ngưu Hống của Lò Lẹt, chém được tướng của Lò Lẹt là Xa Phần (Đại Việt sử ký ghi Xa Phần làm chức tù trưởng). Từ đó Mán Ngưu Hống của Lò Lẹt mới hoàn toàn thần phục nhà Trần Đại Việt (Đại Việt sử ký ghi là dẹp yên được mán Ngưu Hống).
Quam to Mương viếtː Tình thế đã yên ổn, Mứn Pú, Mứn Lạn xin trao đất mường Mỗi lại cho cha. Nhưng Mứn Hằm  [tức Nghiễm] không nhận. Chúa Mứn Hằm trao bản mường cho Mứn Pú, Mứn Lạn rồi về ăn ở đất Chiềng Muôn. Mứn Pú lên làm chúa Mường Muỗi, cho Mứn Lạn ăn Chiềng Pấc, tạo Hốc, tạo Pâng ăn [ở] Muổi Nọi. từ khi Duông Cằm chết trận, Mường La không có chủ. Con chúa là Ải Têm Mường còn nhỏ chưa trông nom được bản mường [(Mường La)]. Nhân cơ hội đó, Khoa Ngầm [tức Đạo Mông] giết tạo Dôn, tạo Năm cuớp quyền làm chủ đất Mường La. Ông mưu diệt Mường Muỗi, xúi giục Mứn Pú lật đổ Mứn Lạn. Mứn Lạn sợ chạy về cầu cứu vua Hồng Xộn [tức vua Lê Thái Tông]. [Đại Bảo] Năm thứ 2 [1441], nhà vua sai quân lên bắt Mứn Pú, đóng cũi rải về Kinh [Thăng Long]. Mứn Lạm được trở về làm chúa Mường Mỗi, và cho Pằn Mường đi ăn đất Chiềng Pấc. Ở Mường Lay, [năm 1448], tạo Vai [em trai Mạnh Vượng] lên làm chủ. Khoa Ngấm lại lôi kéo Pằn Mường, xúi tạo Pâng, tạo Hốc phản giết Mứn Lạm.
Quam to Mương viếtː Lại nói, khi tạo Pâng, tạo Hốc vào giết cả nhà Mứn Lạn, con nhỏ còn bú sữa của Mứn Lạn là Ngần Pằn Na được… kẻ hầu ẵm… xuôi thuyền xuống ở nhờ nhà ông tư mã tư đồ Mường Sang [Xa Khả Tham].

## Lịch sử
Năm 1067, Ngưu Hống và Ai Lao với tư cách là quốc gia đã vào cống nhà Lý của Đại Việt. Mùa xuân năm 1159, nước Ngưu Hống dâng voi hoa. Nhưng đến mùa hè cùng năm, Ngưu Hống và Ai Lao chống lại Đại Việt. Triều đình nhà Lý phái Tô Hiến Thành đi đánh, "bắt được người và trâu ngựa voi, vàng bạc châu báu rất nhiều". Sách Đại Việt sử ký toàn thư chép sự kiện này là "làm phản".
Năm 1280, chúa đạo Đà Giang là Trịnh Giác Mật (Đạo Mật) nổi dậy chống nhà Trần, được Chiêu Văn vương Trần Nhật Duật chiêu hàng. Trịnh Giác Mật cùng đại diện người Ngưu Hống đến Thăng Long. Ngưu Hống chính thức nội thuộc Đại Việt, trở thành một phần của đạo Đà Giang.
Năm 1301, người Ai Lao vào đánh cướp ở đạo Đà Giang. Vua Trần Anh Tông phái Phạm Ngũ Lão đi đánh. Phạm Ngũ Lão đón quân Ai Lao ở Mường Mai, bắt được rất nhiều tù binh.
Năm 1329, người Ngưu Hống dẫn theo người Ai Lao đánh chiếm các vùng đất khác thuộc đạo Đà Giang, chống đối triều đình nhà Trần. Thượng hoàng Trần Minh Tông lấy cớ tuần thú đạo Đà Giang, tự mình thân chinh. Cánh quân tiên phong do Chiêu Nghĩa hầu chỉ huy thua trận, Tuyên uy tướng quân Vũ Tư Hoằng chết. Song trước áp lực từ quân đội nhà Trần, người Ngưu Hống và Ai Lao bỏ chạy.
Năm 1337, người Ngưu Hống tiếp tục nổi dậy, Trần Minh Tông phái Hưng Hiếu vương đi thảo phạt. Quân đội nhà Trần hành quân bằng đường thủy qua sông Bạch Hạc (sông Đà). Hưng Hiếu vương cho tấn công trại Trịnh Kỳ, chém đầu tù trưởng Ngưu Hống là Xa Phần. Từ sự kiện này thì đất Đà Giang hoàn toàn dẹp yên. Đạo Đà Giang sau đó được đổi thành trấn Đà Giang như các đơn vị hành chính trực thuộc trung ương khác.

## Châu Thuận Mỗi
Năm 1397, Hồ Quý Ly đổi tên trấn Đà Giang thành trấn Thiên Hưng. Năm 1408, dưới thời thuộc Minh, trấn Thiên Hưng được chia thành hai châu Gia Hưng và Quy Hóa. Theo các nhà nghiên cứu, Gia Hưng gồm các huyện Thuận Châu, Mộc Châu, Yên Châu, Mai Sơn, Phù Yên tỉnh Sơn La, các huyện Thanh Sơn, Tam Thanh tỉnh Phú Thọ và huyện Mai Châu tỉnh Hòa Bình ngày nay; còn Quy Hóa thuộc Yên Bái, Lào Cai ngày nay.
Năm 1426, nghĩa quân Lam Sơn đánh ra bắc, lấy Phạm Văn Xảo, Lý Triện, Trịnh Khả, Lê Như Huân, Đỗ Bí cầm quân theo lối phía tây để chặn đường quân Minh ở Vân Nam, hành quân qua Gia Hưng, Quy Hóa. Năm 1427, phụ đạo Mường Mộc thuộc Gia Hưng là Xa Khả Tham, Đèo Cát Hãn ở châu Ninh Viễn (tức Mường Lễ, sau đổi thành Phục Lễ) cũng quy thuận quân Lam Sơn.
Năm 1431, Đèo Cát Hãn không tuân lệnh triều đình Hậu Lê. Lê Thái Tổ phái Lê Tư Tề đi đánh. Năm 1432, Lê Thái Tổ thân chinh đánh Phục Lễ, Đèo Cát Hãn và con trai Đèo Mạnh Vượng đầu hàng, bị áp giải về Đông Kinh. Năm 1433, Đèo Cát Hãn bị xử tử, Đèo Mạnh Vượng cùng mẹ được cho trở về.
Năm 1434, Đèo Mạnh Vượng giữ châu không tuân triều đình, cho mẹ đến Đông Kinh đầu hàng. Mạnh Vượng lấy cớ là em trai Đạo Thu dẫn người Mường Lự (Bình Lư) đến đánh nên không thể rời khỏi đất. Lê Thái Tông kiên quyết bắt Mạnh Vượng phải vào chầu. Cuối cùng, Đèo Mạnh Vượng phải đến Đông Kinh, được Thái Tông phong chức Nhập nội Tư mã, tri bản châu quân dân sự, tước Quan phục hầu.
Năm 1437, thổ tù châu Mỗi là Đạo Quỹ, Đạo Thang dẫn người bắt giết Đại tri châu Đạo Lễ rồi giữ đất chống triều đình. Lê Thái Tông phái Chiêu thảo sứ Hà An Lược đánh dẹp, bắt sống Quỹ cùng hơn trăm người giải về Thăng Long hành hình. Con Đạo Quỹ là Đạo Xa được bổ làm Đồng tri châu Mỗi.
Năm 1440, thổ quan châu Thuận Mỗi là Nghiễm nổi loạn, Lê Thái Tông thân chinh đi đánh. Do đường hành quân khó khăn, nên Lê Thái Tông chấp nhận Nghiễm quy thuận và dẫn quân trở về. Năm 1441, Nghiễm lại liên kết với người Ai Lao, cùng tướng Ai Lao là Đạo Mông chống lại triều đình nhà Hậu Lê. Lê Thái Tông lần nữa thân chinh và đánh bại được lực lượng của Nghiễm, bắt sống được hai con trai của Nghiễm là Sinh Tượng và Chàng Đồng, cùng tướng Ai Lao Đạo Mông. Nghiễm phải ra hàng. Lê Thái Tông khải hoàn về triều, dâng tù ở Thái miếu.
Năm 1448, Đèo Mạnh Vượng bị Thái hậu Nguyễn Thị Anh ép tự sát. Các con của Mạnh Vượng ở Phục Lễ bị các tù trưởng giết, vợ con, nô tì, tài sản bị chia cắt. Triều đình phái Tư mã Lê Ê cùng 5.000 quân dẫn em trai thứ hai của Đèo Mạnh Vượng làm tri châu thì tình hình mới ổn định trở lại.
Năm 1456, Tuyên úy Mường Mộc Xa La, Kinh lược sứ châu Thuận Mỗi Đạo Xa, Tri châu Việt Châu Đạo La, Quan sát sứ châu Ngọc Ma Cầm Kha sang đến dâng sản vật địa phương, được triều đình ban tiền.
Đến thời Lê Thánh Tông, vùng đất Ngưu Hống cũ như Gia Hưng trở thành tiền tuyến để quân triều đình ngăn chặn và phản công quân đội Ai Lao trong nhiều năm, đặc biệt là cuộc chiến năm 1478.

## Các đời chúa đất
| STT | Tên         | Tên (trong sử Việt) | Niên đại      | Ghi chú                         |
| --- | ----------- | ------------------- | ------------- | ------------------------------- |
| 1   | Tạo Lò      |                     |               | Con Tạo Xuông                   |
| 2   | Lạng Chượng |                     |               | Con trai út của tạo Lò          |
|     | Lò Lẹt      | Xa Phần             | 1292?-1341?   | Con trai của tạo Quạ và nàng Xơ |
|     | Con Mường   |                     | 1292?-1341?   | Con trai thứ hai của Lò Lẹt     |
|     | Ta Cằm      |                     | 1341? - 1392? | Con trai út của Lò Lẹt          |
|     | Ta Ngần     |                     | 1392? - 1418? | Con trai Ta Cằm                 |
|     | Phạ Nhù     |                     | 1418?-1420?   | Con trai cả của Ta Ngần         |
|     | Mứn Hằm     | Nghiễm              | 1420?-1441?   | Con trai thứ ba của Ta Ngần     |
|     | Mứn Pú      |                     |               |                                 |
|     | Mứn Lạn     |                     |               |                                 |
|     | Khoa Ngấm   |                     |               |                                 |
|     | Pằn Mường   |                     |               |                                 |
|     | Ngần Pằn Na |                     |               |                                 |